# 글로스터 공작부인 비르기트
글로스터 공작부인 비르기트(Birgitte, Duchess of Gloucester, GCVO, DStJ, CD, 1946년 6월 20일 ~ )는 덴마크 출신의 영국의 왕가 일원으로 본명은 비르기트 에파 판 데어르 헨릭센(Birgitte Eva van Deurs Henriksen)이다. 글로스터 공작 리처드의 부인으로 자녀로는 얼스터 백작 알렉산더 윈저, 레이디 다비나 윈저, 레이디 로즈 길먼이 있다.